# Irmtrud Otto
Irmtrud Otto (* 13. Januar 1951 in Querfurt als Irmtrud Gonschorek) ist eine deutsche Ingenieurin und Politikerin (CDU der DDR, CDU). Sie gehörte der letzten Volkskammer der DDR an.

## Leben und Beruf
Otto besuchte die Polytechnische Oberschule. Nach einer Lehre zur Industriekauffrau studierte sie an der Ingenieur-Hochschule Köthen und schloss 1973 als Hochschulingenieur-Ökonomin ab. Daraufhin nahm sie eine Tätigkeit in der Forschungsabteilung des Mineralölwerks Lützkendorf auf, in dem sie bereits ihre Ausbildung absolvierte. Seit 1975 war sie zudem auch Koordinationsingenieurin für die Bereiche Dokumentation und Vermessung. Im Mai 1981 übernahm sie die Leitung der Kreisgeschäftsstelle der Handwerkerkammer Querfurt, ab Januar 1990 hatte sie diese Funktion geschäftsführend inne. Ab Juli 1991 war sie kaufmännische Mitarbeiterin in einer Baufirma in Querfurt.

## Politik
1973 trat Otto in die CDU ein. Bis 1990 gehörte sie dem Kreisvorstand der CDU im Kreis Querfurt an und war zuletzt stellvertretende Kreisvorsitzende. Bei der Volkskammerwahl 1990 kandidierte sie auf CDU-Liste im Wahlkreis Halle auf Listenplatz 19. Durch das hohe Wahlkreisergebnis der CDU von 45,1 Prozent der Stimmen gelang ihr der Einzug in die Volkskammer. Dieser gehörte sie bis zur einheitsbedingten Auflösung zum 2. Oktober 1990 an. Danach war sie noch einige Jahre Mitglied des Querfurter Stadtrats und gehörte dem Vorstand des CDU-Stadtverbands Querfurt an. Im Juli 2020 wurde sie in den Vorstand des CDU-Gemeindeverbands Querfurt-Weida-Land gewählt.